# یوپکو پتروویچ
یوبومیر "یوپکو" پتروویچ (سرلیک صربی: Љубомир Петровић Љупко؛ زادهٔ ۱۵ مهٔ ۱۹۴۷) بازیکن سابق و مربی کنونی فوتبال، از صرب‌های بوسنی است. او در دوران بازیگری در پست مهاجم بازی کرده‌است.
از برخی تیم‌هایی که وی به عنوان سرمربی در آن‌ها حضور داشته‌است می‌توان به اوسیک، وویوودینا، ستاره سرخ بلگراد، اسپانیول، پنیارول، پائوک، المپیاکوس، الاهلی امارات، شانگهای شنهوآ، لفسکی صوفیه، لیتکس لووچ و بیجینگ گوان را نیز دارد.
پتروویچ در جام باشگاه‌های اروپا ۱۹۹۱ تیم ستاره سرخ بلگراد را به مقام قهرمانی رسانده است.